# Waunana
Waunana là một chi nhện trong họ Pholcidae.

## Các loài
Các loài trong chi này gồm:
- Waunana anchicaya Huber, 2000
- Waunana eberhardi Huber, 2000
- Waunana modesta (Banks, 1929)
- Waunana tulcan Huber, 2000